# فرودگاه کورلا
فرودگاه کورلا  (به انگلیسی: Korla Airport) یک فرودگاه همگانی با کد یاتا KRL است که یک باند فرود ۲۷۸۰ دارد و طول باند آن ۹۱۲۱ متر است. این فرودگاه در کشور چین قرار دارد و در ارتفاع ۹۲۷ متری از سطح دریا واقع شده است.

## شرکت‌های هواپیمایی و مقصدهای پروازی
| شرکت‌های هواپیمایی   | مقصدهای پروازی                                                   |
| ------------------- | ---------------------------------------------------------------- |
| ایر چاینا           | پکن، چنگدو شوانگلیو، چنگچینگ ییانگبی                             |
| هواپیمایی جنوبی چین | پکن، چنگدو شوانگلیو، اورومچی دیووپو، ووهان تیانهه، شی‌آن شیان‌یانگ |
| شاندونگ ایرلاینز    | جینان یاکیانگ، اورومچی دیووپو، ژنگژو سین‌ژنگ                      |
| تیانجین ایرلاینز    | اورومچی دیووپو                                                   |
| وست ایر             | چنگچینگ ییانگبی، ژنگژو سین‌ژنگ                                    |